# Ortografia italiana
L'ortografia italiana és l'ortografia de la llengua italiana.

## Grups consonàntics
Un dels dubtes ortogràfics més freqüents té a veure a la correcció de l'escriptura dels grups consonàntics en italià. En aquest cas la refència a la pronunciació no sols ens ajuda ben poc, fins i tot ens pot despistar, ja que a les regions del Nord d'Itàlia hi ha la tendència d'elimimar els grups consonàntics, mentre que al Centre i al Sud es pronuncien fins i tot quan no caldria.
Per tenir alguna indicació de com comportar-nos haurien de recordar les següents regles:
1. b no s'escriu doble en les paraules que acaben –bile (ama-bile, automo-bile).
2. g i z no s'escriu doble en les paraules que acaben en -ione (az-ione, integra-zione, accelera-zione)
3. existeixen prefixos que en posició davant de l'arrel de la paraula demanen l'escriptura doble de la consonant posterior (excepte en el cas que la consonant es tracti de la lletra s). Aquests prefixos són:

da-, se-, fra-, su-, sopra-, sovra-, contra-.